# Musée Hébert
Musée Hébert (Hébertovo muzeum) je národní muzeum v Paříži založené v roce 1978 díky velkorysosti Patrise d'Uckermanna, adoptivního syna Gabrielle Hébertové. Muzeum je věnováno dílu Antoina Ernesta Augusta Héberta (1817-1908), významného francouzského malíře druhé poloviny 19. století. Muzeum se nachází v 6. obvodu v ulici Rue du Cherche-Midi č. 85 v městském paláci Hôtel de Montmorency-Bours. Budova vznikla v roce 1743 spojením několika sousedících domů. Fasáda paláce byla 22. února 1926 zapsána mezi historické památky.
Od roku 2004 je Musée Hébert připojeno k Musée d'Orsay. V současné době je uzavřeno kvůli rekonstrukci.